# Georg von Kopp
Georg von Kopp (25 de julho de 1837 - 4 de março de 1914) foi um cardeal alemão da Igreja Católica Romana que serviu como bispo de Fulda (1881-1887) e bispo-príncipe de Breslau (1881-1914). Ele era conhecido por suas visões anti-polonesas e perseguiu a germanização dos católicos poloneses em suas dioceses.

## Biografia
Kopp nasceu em Duderstadt no Reino de Hanover. Ele era filho de um tecelão e participou do ginásio em Hildesheim. Em 1856 ele se tornou um operador de telégrafo no emprego do governo hanoveriano. De 1858 a 1861, estudou teologia e em 1862 entrou para o sacerdócio. Ele cresceu rapidamente em sua profissão e em 1872 foi nomeado vigário geral em Hildesheim e três anos depois bispo de Fulda. Ele trabalhou para conseguir um melhor entendimento entre o governo alemão e a cúria papal. Após a sua eleição para a Câmara dos Lordes, obteve uma mitigação das disposições anticatólicas que caracterizavam as leis de maio.
Em 1887, com a aprovação do governo prussiano, o Papa nomeou-o príncipe-bispo de Breslau (Wroclaw) e, em 1893, foi nomeado cardeal. Como bispo príncipe perseguiu germanização e censurou aqueles sacerdotes a quem ele suspeita de resistir a estas medidas, se opuseram usados de polonês em classes e comunhão e tentou secretamente para desencorajar fiéis poloneses de fazer peregrinações a Cracóvia. Como ele foi feito cardeal pelo Papa Leão XIII em 1893. Ele participou do conclave 1903 que elegeu o Papa Pio X. Kopp morreu em Opava na austríaca Silésia.

## Link externo
- Salvador Miranda: The Cardinals of the Holy Roman Church